# Iglesia de San Martín (Sotrondio)
La iglesia de San Martín es el templo parroquial de Sotrondio, en el municipio asturiano de San Martín del Rey Aurelio (España).

## Descripción
La antigua iglesia de San Martín fue destruida durante la guerra civil española, por lo que se adaptó un barracón utilizado en la guerra por el batallón Sotrondio. Mientras tanto, la empresa siderúrgica Duro Felguera cedió en 1945 unos terrenos de la localidad para la construcción de un nuevo templo, siendo el arquitecto Francisco de Zubillaga y Zuvillaga. Tras cimentar el templo se detuvieron las obras debido a la grandiosidad del proyecto y la escasez de recursos y se retomó en 1951. También contó con la aportación de la Junta Nacional de Reconstrucción de Templos Parroquiales.
Es una iglesia en planta de cruz latina, con inspiración neo románica y neo-prerrománica. En la fachada principal destaca el juego de volúmenes, el óculo principal o rosetón y el pórtico que rodea el edificio. En la parte posterior se observa una cabecera tripartita. En el interior destacan tres naves longitudinales separadas por arcos formeros. La central se cubre con bóveda de cañón y arcos fajones.
Al exterior destaca en la iglesia la utilización del ladrillo, como motivo industrial, así como el juego de volúmenes, pórticos, niveles escalonados, vanos... Cuenta también con una torre campanario adosada a la iglesia decorada con óculos hasta el remate con vanos de medio punto.